# Обан (Франция)
Оба́н (фр. и окс. Hauban) — коммуна во Франции, находится в регионе Юг — Пиренеи. Департамент — Верхние Пиренеи. Входит в состав кантона Баньер-де-Бигор. Округ коммуны — Баньер-де-Бигор.
Код INSEE коммуны — 65216.

## География

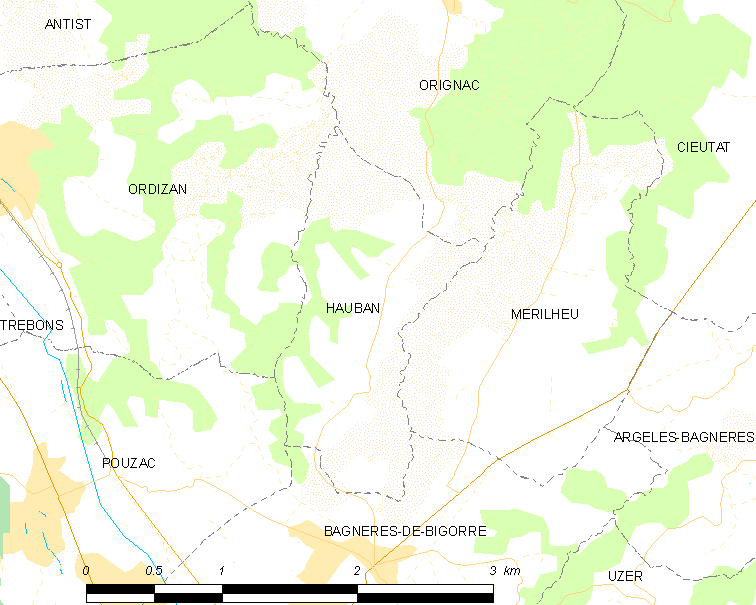
Карта коммуны

Коммуна расположена приблизительно в 670 км к югу от Парижа, в 120 км юго-западнее Тулузы, в 17 км к юго-востоку от Тарба.
По территории коммуны протекают реки Обан и Аррет-Дарре.

## Климат
Климат умеренно-океанический с солнечной тёплой погодой и обильными осадками на протяжении практически всего года.

## Население
Население коммуны на 2010 год составляло 90 человек.
| 1962 | 1968 | 1975 | 1982 | 1990 | 1999 | 2010 |
| ---- | ---- | ---- | ---- | ---- | ---- | ---- |
| 76   | 76   | 64   | 90   | 106  | 97   | 90   |

## Администрация
| Период | Период | Фамилия    | Партия | Примечания |
| ------ | ------ | ---------- | ------ | ---------- |
| 2001   | 2020   | Бернар Ибо |        |            |

## Экономика
В 2010 году среди 61 человека трудоспособного возраста (15-64 лет) 42 были экономически активными, 19 — неактивными (показатель активности — 68,9 %, в 1999 году было 67,2 %). Из 42 активных жителей работали 42 человека (20 мужчин и 22 женщины), безработных не было. Среди 19 неактивных 3 человека были учениками или студентами, 14 — пенсионерами, 2 были неактивными по другим причинам.